# John Cornyn
 (août 2024).
Si vous disposez d'ouvrages ou d'articles de référence ou si vous connaissez des sites web de qualité traitant du thème abordé ici, merci de compléter l'article en donnant les références utiles à sa vérifiabilité et en les liant à la section « Notes et références ».
John Cornyn III, né le 2 février 1952 à Houston (Texas), est un homme politique américain. Membre du Parti républicain, il est sénateur du Texas au Congrès des États-Unis depuis 2002. En 2013, il est élu whip (numéro deux) du groupe républicain, fonction qu'il occupe jusqu'en 2019.

## Biographie

### Études et mandats judiciaires
Diplômé en droit à l'université de Virginie, il sert en tant que juge du district judiciaire de San Antonio de 1985 à 1991 avant d'être élu en 1990 à la Cour suprême du Texas et réélu en 1996.

John Cornyn en tant que procureur général du Texas, en 1997.

Il est juge assesseur (Associate Justice) de 1991 jusqu'à sa démission en 1997 afin de concourir au poste de procureur général du Texas. Il est élu l'année suivante, devenant le premier républicain depuis 1874 à occuper la fonction.

### Sénat des États-Unis

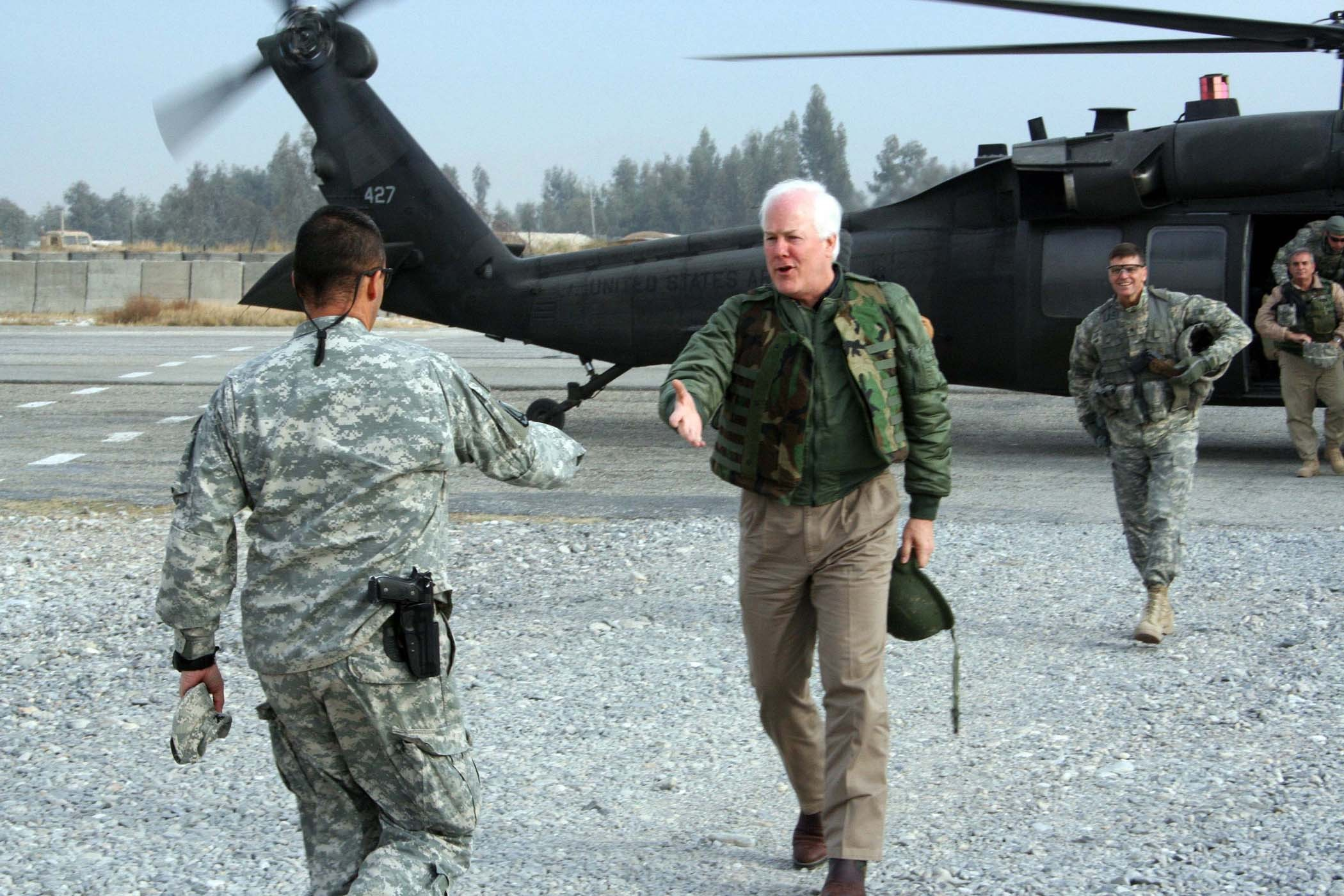
Cornyn en visite en Afghanistan en 2008.

Lors des élections de 2002, il est élu au Sénat des États-Unis en battant le candidat du Parti démocrate, Ron Kirk, ancien maire de Dallas. Il entre en fonction peu de temps après le scrutin, le sortant Phil Gramm démissionnant avant la fin de son mandat en 2003.
John Cornyn est membre de plusieurs comités sénatoriaux dont le comité judiciaire. En juin 2005, il est l'un des 17 sénateurs à ne pas soutenir la résolution du Sénat laquelle s'excuse pour s'être opposée en son temps aux projets de lois contre le lynchage.

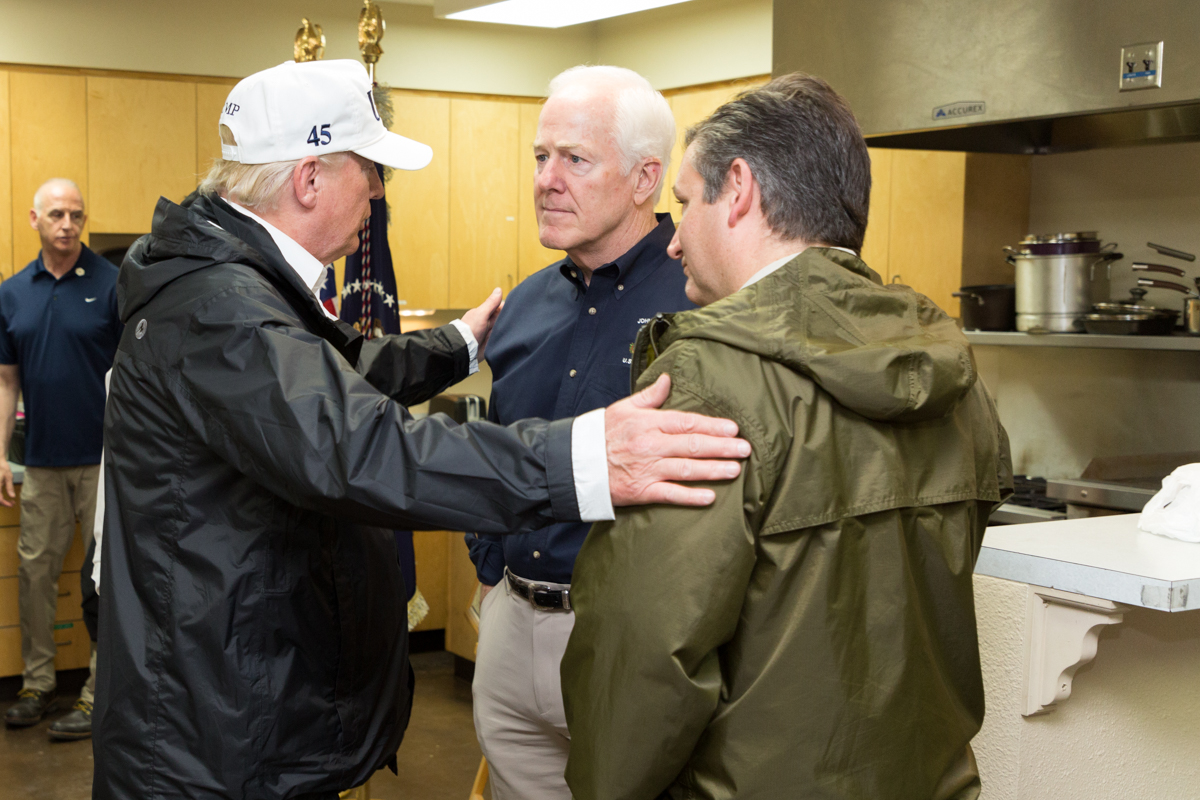
Le président Donald Trump aux côtés de John Cornyn et Ted Cruz, en 2017.

En 2008, il est réélu pour un deuxième mandat avec 54,8 % des voix face à son rival démocrate Rick Noriega. Il est réélu en 2014 (61,6 % des voix) et 2020 (53,5 % des voix). En 2009, il réclame la tenue d'un vote sur la confirmation d'Hillary Clinton comme secrétaire d'État des États-Unis, après s'être montré sceptique sur les donations douteuses perçues par la Fondation Clinton. Il votera finalement pour sa confirmation.
Comme la majorité de ses collègues républicains, il vote contre le plan de relance de l'économie du président Barack Obama et s'oppose à la nomination de Sonia Sotomayor et d'Elena Kaganà la Cour suprême des États-Unis. En 2013, à la suite du retrait du sénateur Jon Kyl, il est élu à sa place en tant que numéro deux des républicains du Sénat. Quelques jours plus tard, il est l'un des trois sénateurs à voter contre la nomination de John Kerry à la fonction de secrétaire d'État.
Après que Mitch McConnell ait déclaré son intention de se retirer de la présidence du groupe républicain au Sénat après les élections de 2024, il annonce sa candidature pour lui succéder. Il est battu au deuxième tour de l'élection interne par son collègue John Thune.

### Positions politiques

#### Politique étrangère
John Cornyn vote en 2010 contre la ratification du Traité New Start, qui engageait les États-Unis et la Russie à ne pas mener une course aux armements dans le domaine des armes nucléaires pour les sept prochaines années. Il milite en faveur d'une augmentation des dépenses militaires.
Avec d'autres sénateurs républicains, il signe en 2018 une tribune désignant plusieurs pays (Russie, Chine, Corée du Nord et Syrie) comme des « États voyous » et des « États tyranniques » et appelant le gouvernement américain à durcir sa politique de sanctions à leur encontre. Il soutient l'Arabie saoudite et la guerre au Yémen, estimant que les États-Unis devait continuer d'y soutenir leur allié malgré la controverse due à l'assassinat de Jamal Khashoggi. Il est favorable à l’implantation de colonies israéliennes dans les territoires palestiniens occupés.

#### Économie et questions sociales
Il a voté en faveur de la suppression de l'impôt sur les successions. Il a soutenu la pérennisation des réductions d'impôts de George W. Bush. Il s'est opposé à la prolongation de l'exonération de l'impôt sur les salaires en 2011. Il a voté pour la loi de stabilisation économique d'urgence de 2008 mais contre le plan de relance et de réinvestissement de 2009.
Il est opposé à la loi sur les soins abordables connue comme l'Obamacare et s'est engagé pour son abrogation.

#### Environnement
Il s'est engagé pour le retrait des États-Unis de l'accord de Paris sur le climat. Lui-même a reçu des fonds des industries du pétrole, du gaz et du charbon pour financer ses campagnes électorales.
Il a voté contre la prise en compte du réchauffement climatique dans la planification des projets fédéraux, et contre l'interdiction du forage dans le refuge faunique national de l'Arctique. Il a également voté contre la suppression des subventions à l'exploration pétrolière et gazière.